# Black's Beach
Black's Beach es una playa que se encuentra en La Jolla, California. Es quizá la mayor playa nudista de Estados Unidos. Está situada al norte de la comunidad de La Jolla y al sur del Parque estatal Torrey Pines. Se puede acceder desde La Jolla, desde el Parque estatal Torrey Pines, o a través de los senderos que bajan por la ladera del puerto de planeadores, cerca del Instituto Salk. Parte de Black's Beach pertenece al Parque estatal, y parte a la ciudad de San Diego. Aunque el nudismo es ilegal en la ciudad, los bañistas no cumplen la ordenanza que lo prohíbe y tampoco las autoridades persiguen su cumplimiento.
Un grupo de voluntarios llamado Black's Beach Bares ayudan a mantener la playa limpia y segura, y a evitar su degradación. En verano también organizan actividades y picnics en la playa. Están afiliados a The Naturist Society.

## Playa nudista

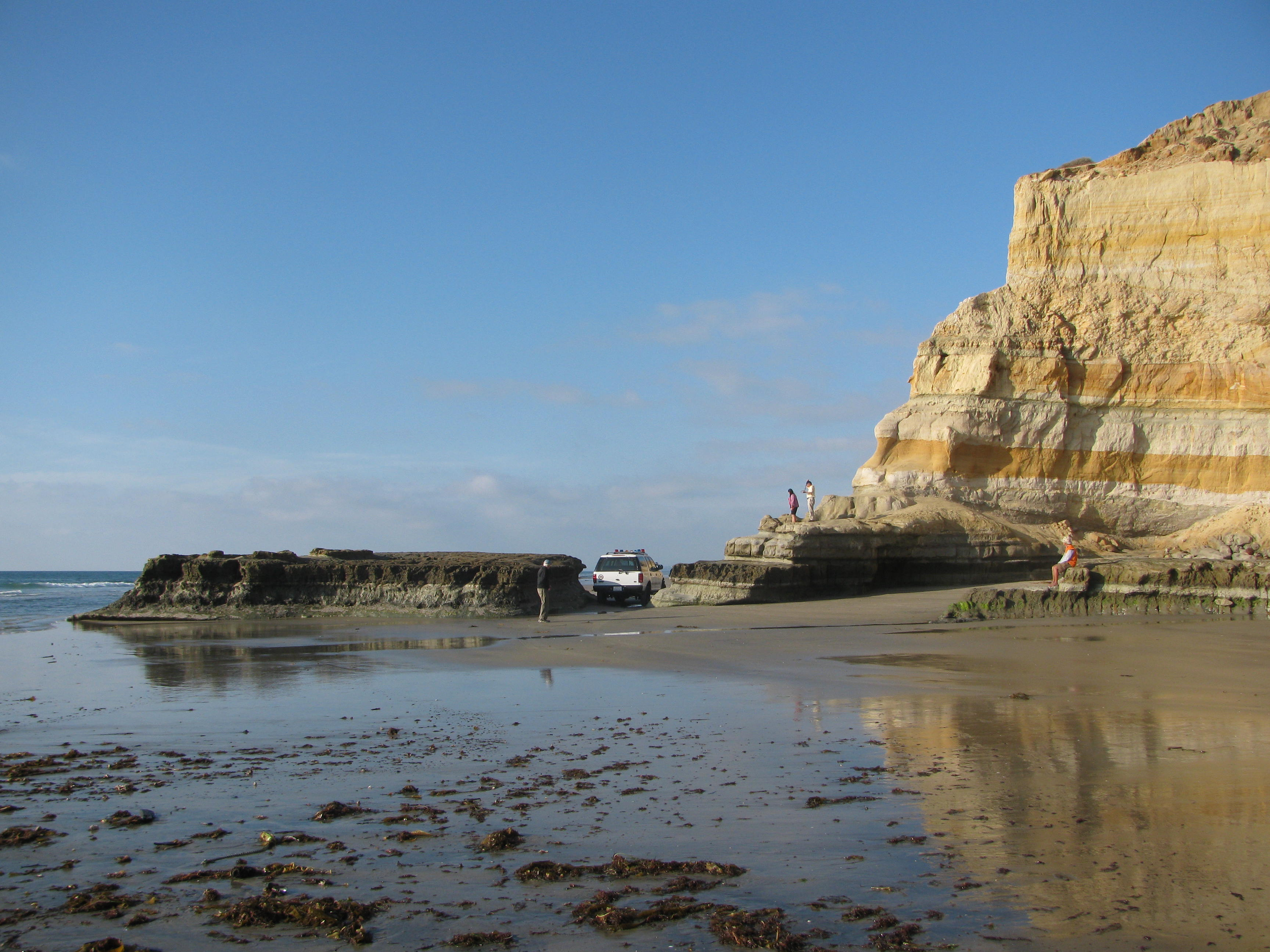
Flatrock Point, Torrey Pines State Beach, La Jolla, CA

Black's Beach en San Diego es una de las playas nudistas más grandes de los Estados Unidos y es popular entre los nudistas y naturistas del sur de California. Black's Beach, que originalmente incluía la actual playa estatal de Torrey Pines, fue la primera y única playa nudista pública del país durante varios años a mediados de la década de 1970. Debido a que Black's Beach fue reconocida tradicionalmente como una playa de vestimenta opcional, se tolera la desnudez en la parte de la playa que administra el parque estatal. Hasta 1977, la parte de la ciudad de Black's Beach se publicaba como una playa de "traje de baño opcional"; en ese año se prohibió la desnudez en esa parte de la playa.
La parte de ropa opcional de Black's Beach comienza aproximadamente 91 metros al sur del comienzo del sendero que conduce a Torrey Pines Gliderport, y corre hacia el norte durante aproximadamente 1,8 km hasta la boya de acero varada al sur de Flatrock Point.

## Surf
Black's Beach es conocida entre los surfistas como una de las playas con las olas más grandes del sur de California. La fuerza de las olas se debe a los efectos que provoca un cañón submarino cercano a la costa. Black's Beach es un emplazamiento peligroso para la práctica del surf debido a las aglomeraciones de aficionados y a su temeridad.